# 杉山元太郎
杉山 元太郎（すぎやま もとたろう、1918年12月22日 - 1970年4月29日）は、日本の実業家。米国ニューオーリンズ名誉市民。ホーネンコーポレーション（現J-オイルミルズ）の元取締役社長。 社団法人油脂製造業会会長。豊産業（後に子会社となる日華油脂と合併しJ-NIKKAパートナーズとなる）元取締役社長。元慶應義塾評議員。従五位勲四等。

## 概要
1940年慶應義塾大学経済学部卒業後、三菱商事に入社。1945年10月に豊年製油（現・J-オイルミルズ）に入り、1948年に専務、1954年より社長を務めた。慶應義塾評議員。墓所は小平霊園。

## 家族・親族
- 父：杉山金太郎（豊年製油元会長）[3]
- 妻：淑子（牧野伸通次女、牧野伸顕の孫、大久保利通の曾孫）
- 長女：豊子（夫門野進一（実業家）は千代田生命保険創業家の出身で門野幾之進の孫にあたる）
- 長男：元和（実業家）
- 次男：金治（高円宮妃宮務官）